# Schauspielschule Bochum

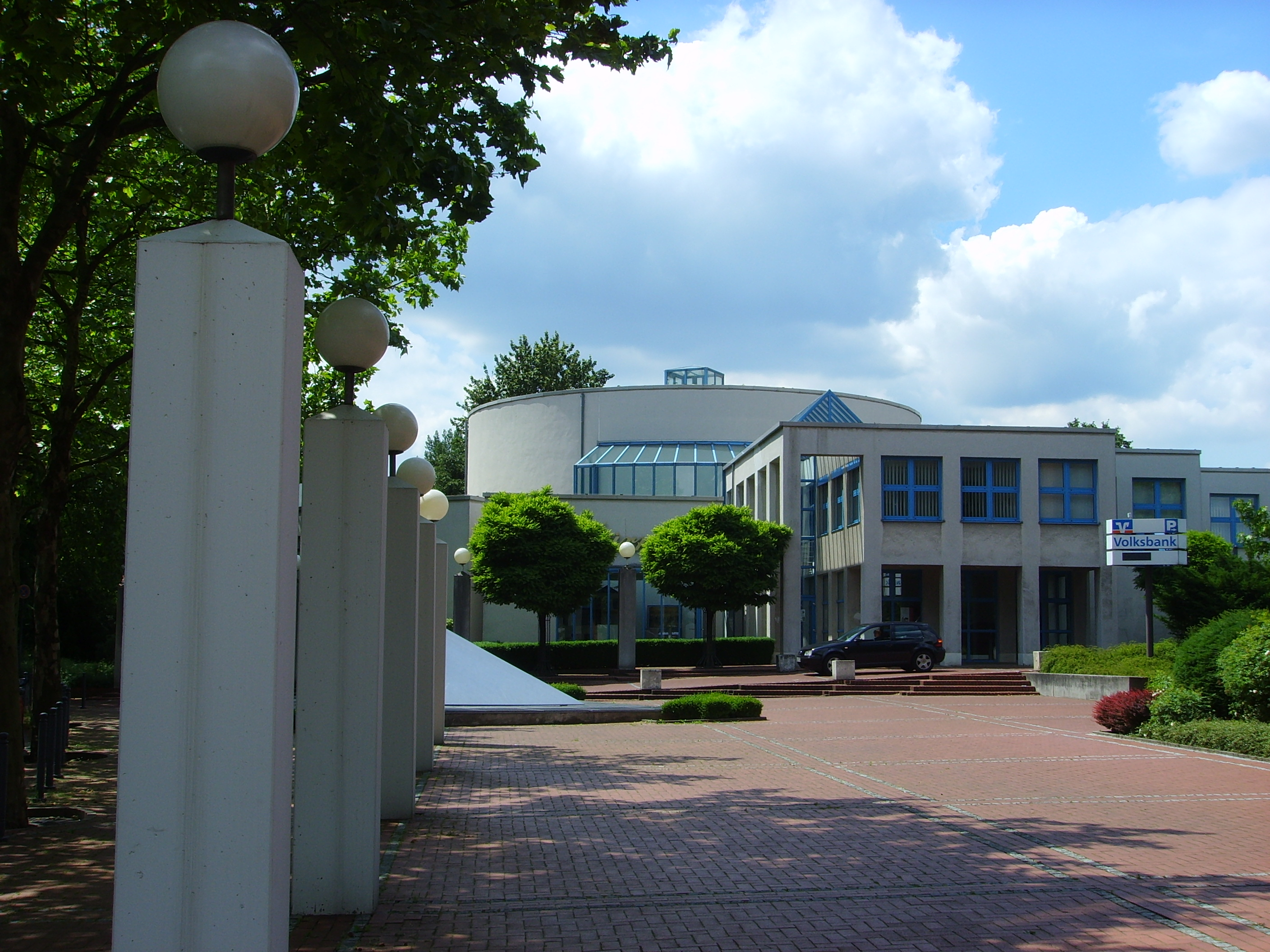
Neuer Campus der Schauspielschule Bochum im Thürmer-Saal (Foto von 2008, vor dem Umbau)

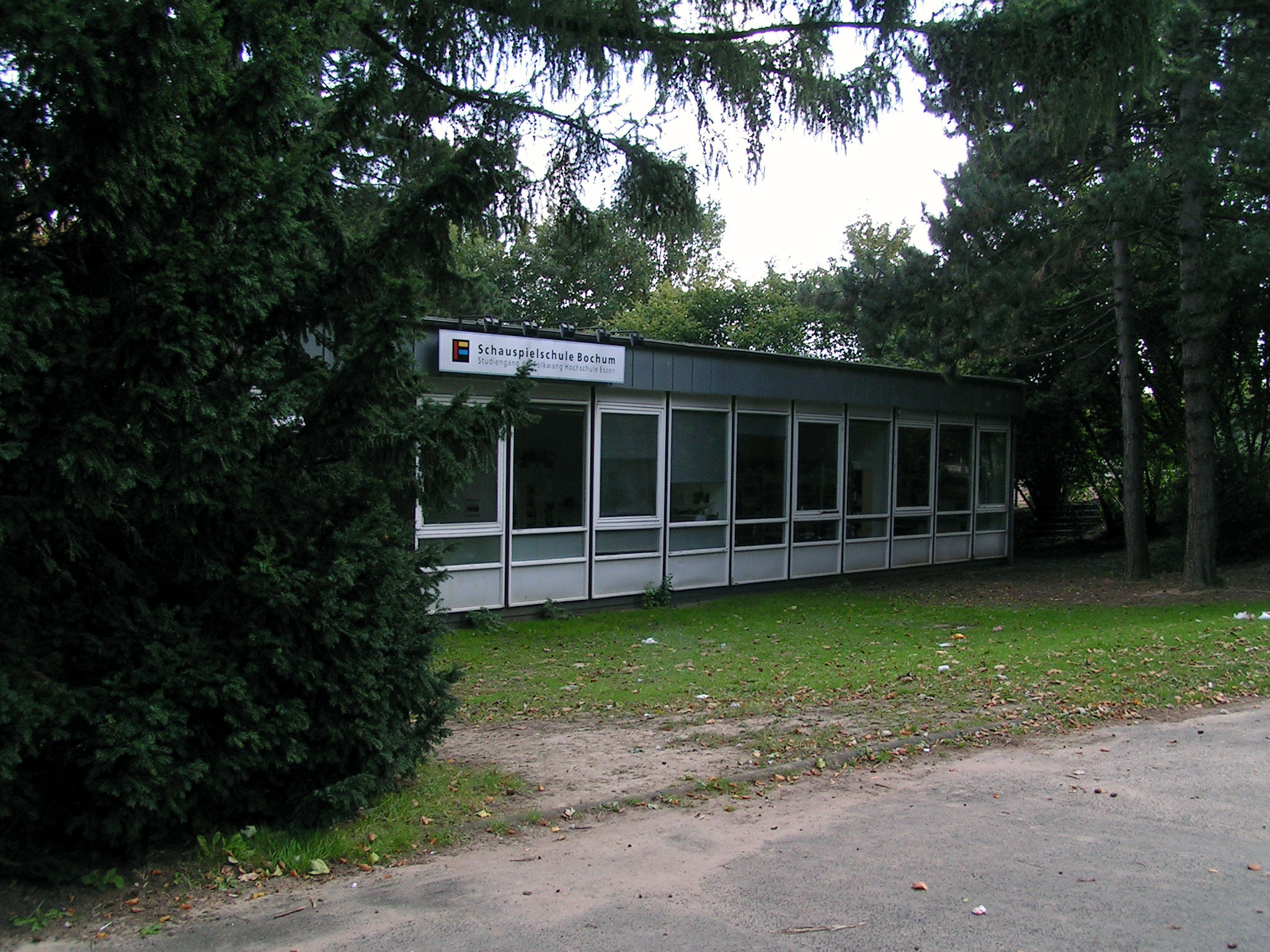
Altes Gebäude der Schauspielschule Bochum am Lohring

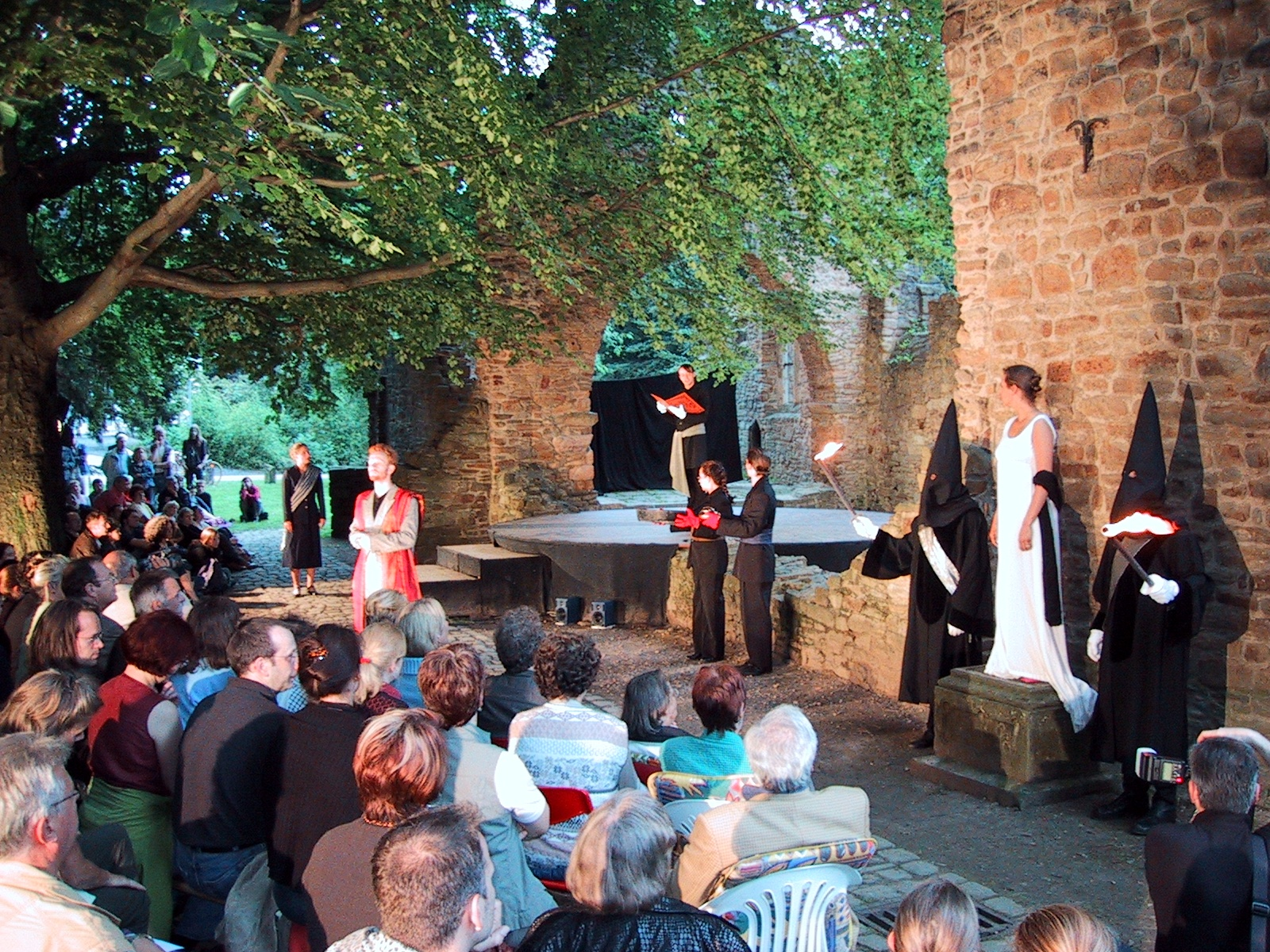
Aufführung im Schlosspark Weitmar, Sommer 2001

Schauspielschule Bochum ist die institutionalisierte Bezeichnung für die Studiengänge Schauspiel und Regie auf dem Campus Bochum der Folkwang Universität der Künste.

## Geschichte
Die Ausbildungsstätte wurde 1939 als Westfälische Schauspielschule Bochum von Saladin Schmitt, dem damaligen Intendanten des Schauspielhauses Bochum gegründet. Sie wurde am 26. April 1939 während einer Friedrich-Hebbel-Woche unter der Anwesenheit des Präsidenten der Reichstheaterkammer, Ludwig Körner, eröffnet.
Die Einrichtung lag in Trägerschaft der Stadt Bochum. Bis in die 1970er Jahre waren die Intendanten des Schauspielhauses in Personalunion auch die künstlerischen Leiter der Schule. Im Jahr 2000 ging die Schauspielschule in die alleinige Trägerschaft des Landes Nordrhein-Westfalen über und wurde als Bochumer Standort der Essener Folkwang-Musikhochschule angeschlossen, der heutigen Folkwang Universität der Künste.
2009 kaufte das Land NRW im Viertel Ehrenfeld des Bochumer Stadtteils Wiemelhausen den ehemaligen Thürmer-Saal sowie die angrenzenden Gebäude der ehemaligen Ferd. Thürmer Pianofortefabrik, in fußläufiger Entfernung vom Schauspielhaus und von der Bochumer Innenstadt. Sie wurden für 7,5 Millionen Euro bis 2014 zum neuen Campus des Folkwang-Theaterzentrums ausgebaut. Mit dem Großen Saal und der Studiobühne Black Box verfügt das Zentrum über zwei Spielstätten, außerdem über Probenräume sowie Seminar- und Besprechungsräume.

## Studium
Die Ausbildungszeit des Studiengangs Schauspiel beträgt 8 Semester, wobei die ersten 4 Semester eine Grundausbildung umfassen, in deren Mittelpunkt die Entdeckung und Entwicklung des schauspielerischen Instrumentes steht. Grundlegend auszubilden sind dabei die Stimme, das Sprechen und der Körper mit dem Ziel der schauspielerischen Ausdruckskraft unter Bewahrung des Schauspieler-Handwerkes.
Der Studiengang wurde zum Sommersemester 2009 nach Maßgabe des Bologna-Abkommens modularisiert, bewertet mit dem europäischen Creditsystem. Der Abschluss Artium Diploma ist mit 300 ECTS einem Master gleichgestellt.
Im Rahmen der traditionell engen Bindung an das Schauspielhaus Bochum erhalten die Studierenden des jeweils dritten Studienjahres jedes Jahr die Gelegenheit, in einer Inszenierung des Schauspielhauses mitzuwirken. Den Studierenden des Abschlussjahrganges wird außerdem ein betreutes Praktikum in verschiedenen deutschsprachigen Theatern vermittelt. In Kooperation mit dem WDR werden zusätzlich regelmäßig mehrwöchige Kurse für Kameradarstellung angeboten.
Seit dem Sommer 1992 traten jedes Jahr im Sommer die Schauspielstudenten des zweiten Studienjahres im Schlosspark Weitmar auf. Dabei wurde dort an der Sylvesterkapelle oder vor der Ruine des Herrenhauses ein Stück oder Szenen von Shakespeare gezeigt. In den 2010er gab es eine lange Pause, seit den 2020er wird wieder im Schlosspark auf den Wiesen gespielt. Der Eintritt ist frei und die Veranstaltung erfreute sich großer Beliebtheit.
Die Folkwang Universität der Künste ist mit ihrem Studiengang Schauspiel Bochum Mitgliedsinstitut der „Ständigen Konferenz Schauspielausbildung“ (SKS).

## Absolventen (Auswahl)
- Katharina Abt
- Manuela Alphons
- Jonas Baeck
- Dietmar Bär
- Angelika Bartsch
- Kai Ivo Baulitz
- Henning Baum
- Franziska Becker
- Lina Beckmann
- Wolf-Dietrich Berg
- Theresa Berlage
- Bernd Birkhahn
- Mareile Blendl
- Jan Bluthardt
- Marie Bonnet
- Maya Bothe
- Martin Brambach
- Leonie Brandis
- Markus Brandl
- Susanne Bredehöft
- Martin Bringmann
- Carl Bruchhäuser
- Natja Brunckhorst
- Jean-Luc Bubert
- Alexis Bug
- Dagny Dewath
- Cornelia Dörr
- Oliver Dupont
- Patrick Elias
- Martin Feifel
- Matthias Gall
- Dirk Galuba
- Lars Gärtner
- Nicolas Garin
- Stefan Gebelhoff
- Sina-Maria Gerhardt
- Thomas Gimbel
- Bernhard Glose
- Lucas Gregorowicz
- Lambert Hamel
- Michael Hanemann
- Julia Hartmann
- Magdalena Helmig
- Patrick Heyn
- Fabian Hinrichs
- Stefanie Höner
- Benjamin Höppner
- Tobias Hoesl
- Nora Marie Horstkotte
- Lucas Janson
- Christoph Jöde
- Nora Jokhosha
- Patrick Joswig
- Stefan Jürgens
- Jan-Peter Kampwirth
- Rolf Kanies
- Michael Kessler
- Johannes Kienast
- Ignaz Kirchner
- Roman Knižka
- Felix Knopp
- Jochen Kolenda
- Diana Körner
- Rudolf Kowalski
- Walter Kreye
- Pina Kühr
- Annika Kuhl
- Marcus Lachmann
- Hartmut Lange
- Dennis Laubenthal
- Johannes Lepper
- Peter Lohmeyer
- Thomas Loibl
- Krystian Martinek
- Leo Meier
- Peter Meinhardt
- Ralph Misske
- Tessa Mittelstaedt
- Richy Müller
- Volker Muthmann
- Oliver Nägele
- Karin Neuhäuser
- Andreas Nickl
- Gero Nievelstein
- Uwe Ochsenknecht
- Josef Ostendorf
- Mira Partecke
- Meral Perin
- Nina Petri
- Julia Philippi
- Andreas Pietschmann
- Linda Pöppel
- Sabine Postel
- Andreas Potulski
- Doris Prilop
- Christian Quadflieg
- Ines Quermann
- Roland Reber
- Christian Redl
- Matthias Redlhammer
- Lutz Reichert
- Oliver Reinhard
- Walter Renneisen
- Ralf Richter
- Roland Riebeling
- Roman Rossa
- Peter Rühring
- Stephan Runge
- Sarah Sandeh
- Rike Schäffer
- Renatus Scheibe
- Maja Schöne
- Klaus Christian Schreiber
- Hanfried Schüttler
- Werner Schulze-Erdel
- Erich Schwarz
- Esther Schweins
- Cathérine Seifert
- Rainer Sellien
- Michael Sideris
- Charlotte Sieglin
- Konrad Singer
- Martin Skoda
- Sigmar Solbach
- Klaus Spürkel
- Luise von Stein
- Holger Stockhaus
- Gesche Tebbenhoff
- Udo Thies
- Angelika Thomas
- Bastian Trost
- Laurens Walter
- Anne Weber
- Julia Weden
- Sabine Wegmann
- Alexander Weise
- Silvia Weiskopf
- Daniel Werner
- Ulrich Wesselmann
- Frank Wickermann
- Friedrich Witte
- Gustav Peter Wöhler
- Thomas Wüpper
- Martin Wuttke
- Manfred Zapatka
- Daniela Ziegler
- Patrycia Ziółkowska